# David Luna Lorenzo
David Luna Lorenzo (Toledo, 26 de noviembre de 1976) es un escritor español de ciencia ficción, fantasía y terror.

## Trayectoria
Empezó a escribir regularmente en 2013. Con su primera novela, El Ojo de Dios, publicada por Apache Libros en 2016, fue finalista del Premio Alberto Magno y ganó el certamen de la Cadena SER Ciencia Ficción: 75 años de La guerra de los mundos. En el mismo año publicó Laberinto Tennen (Ediciones El Transbordador), perteneciente al género fantástico, con la que fue finalista de los Premios Ignotus 2017 en la categoría de Novela.
Con el relato La fiebre ganó el Premio Domingo Santos al mejor relato largo de ciencia ficción, terror o fantasía, y con la novela Éxodo (o cómo salvar a la reina) (Apache Libros, 2017) el Premio UPC, otorgado por la Universidad Politécnica de Cataluña.
Por su trayectoria, David Luna fue galardonado con el Chrysalis Award a autor emergente por parte de la European Science Fiction Society durante la Eurocon 2017 celebrada en Dortmund.
En 2019 obtuvo el Premio de Novela de Terror «Ciudad de Utrera» con la novela Ponzoña (Editorial Premium), y en 2020 logró una Mención del Jurado en el Premio UPC con la obra Noctópolis.
En 2023 publicó su primera obra de no ficción, Eternos 27: el club de los malditos (Ma non troppo), que versa sobre el mítico Club de los 27, y a esta la siguió, en 2024, El gran silencio (Apache Libros), donde se ofrecen las 15 mejores soluciones a la Paradoja de Fermi con un tono distendido.
También en 2024 vio la luz Fortalezas Tennen (Ediciones El Transbordador), con la que puso fin a la trilogía Tennen, y la novela de terror Tú, diablo (Dilatando Mentes).
Ha realizado ponencias en festivales como HispaCon, Golem Fest, Getafe Negro o Festival 42 y ha formado parte del jurado de certámenes como el Ciudad del Conocimiento de Ciencia Ficción. Ha sido seleccionador de la antología Visiones, que publica la Asociación Española de Fantasía, Ciencia Ficción y Terror.

## Obra

### Novelas
- Tú, diablo (Dilatando Mentes, 2024).
- Fortalezas Tennen (Ediciones El Transbordador, 2024). Tercera y última entrega de la trilogía Tennen.
- Noctópolis (Apache Libros, 2021).
- Ponzoña (Editorial Premium, 2019).
- Sombras Tennen (Ediciones El Transbordador, 2019). Segunda entrega de la trilogía Tennen.
- Éxodo (o cómo salvar a la reina) (Apache Libros, 2017).
- Laberinto Tennen (Ediciones El Transbordador, 2016). Primera entrega de la trilogía Tennen.
- El Ojo de Dios (Apache Libros, 2016).

### Relatos
- Crisálidas. Incluido en la antología Obscura 3. Diez relatos (Obscura, 2023).
- 18 rojo. Incluido en la antología Nornir. El ciclo de Drímar (Sportula, 2023).
- Futuro V. Incluido en la revista Windumanoth, n.º 14 (enero, 2022).
- Maleficium. Incluido en la revista Supersonic, n.º 12 (diciembre, 2018).
- Desertores. Incluido en la antología King. Homenaje al rey del terror (Apache Libros, 2018).
- La fiebre. Incluido en la revista Delirio, n.º 19 (marzo, 2017), y en la antología El futuro es bosque (Apache Libros, 2018).
- El prisionero. Incluido en las antologías Sucesos extraños (Apache Libros, 2016) y Fabricantes de sueños 2016-2017 (Pórtico, 2021).
- Bajo un mismo cielo. Incluido en la revista digital Fanzine TerBi n.º 11. Junio, 2016.
- Inframundo. Incluido en la antología Inframundo (Entre Libros, 2015).
- La deformidad de un dios deforme. Incluido en la antología El abismo mecánico y otros relatos sobre la inteligencia artificial (Cápside, 2015).

### No ficción
- El gran silencio: las 15 mejores soluciones a la paradoja de Fermi (Apache Libros, 2024).
- Eternos 27: el club de los malditos (Ma non troppo, 2023).

## Premios y reconocimientos
- Mención del jurado del Premio UPC 2020 con Noctópolis.
- Ganador del VII Premio de Novela Corta de Terror «Ciudad de Utrera» con Ponzoña.
- Finalista de los Premios Ignotus 2018 a la mejor novela corta con Éxodo (o cómo salvar a la reina).
- Finalista de los Premios Ignotus 2018 al mejor cuento del año con La fiebre.
- Finalista del «Premio Guillermo de Baskerville» 2018 a la mejor novela corta independiente con Éxodo (o cómo salvar a la reina).
- Finalista del «Premio Amaltea» 2018 de Filmtropía en la categoría de Ciencia Ficción con Éxodo (o cómo salvar a la reina).
- Ganador del «Premio Chrysalis» 2017 al autor emergente, otorgado por la Sociedad Europea de la Ciencia Ficción.
- Finalista de los Premios Ignotus 2017 a la mejor novela con Laberinto Tennen.
- Finalista de los Premios Ignotus 2017 a la mejor novela corta con El Ojo de Dios.
- Finalista del «Premio Guillermo de Baskerville» 2017 a la mejor novela independiente con Laberinto Tennen.
- Ganador del Premio UPC 2016 con la novela Éxodo (o cómo salvar a la reina).
- Ganador del Premio Domingo Santos 2016 con el relato La fiebre.
- Finalista del Premio Alberto Magno 2015 con El Ojo de Dios.